# Villaseco de los Gamitos
Villaseco de los Gamitos est une commune de la province de Salamanque dans la communauté autonome de Castille-et-León en Espagne.